# 武智健二
武智 健二（たけち けんじ、1972年3月3日 - ）は、愛媛県出身の俳優である。2018年までジャパンアクションエンタープライズ所属。現在はトルチュに移籍している。身長175cm。

## 人物
趣味はスポーツ・ショッピング、特技は空手・テニス・ガンアクション。
大葉健二の下でアクションを学び（大葉の第1期門下生である）、その後大葉の推薦で1991年にジャパンアクションエンタープライズに移籍。現在に至る。かつては特撮番組のスーツアクターを演じていたが、現在は時代劇やつかこうへい作品などにおける顔出しでの俳優活動にも注目が集まっている。格闘技「葦原空手初段」・テニス・抜刀術が特技。1994年から2006年までは、後楽園ゆうえんちのヒーローショーでスーツアクターを務めた他、1999年の『救急戦隊ゴーゴーファイブ』ではゴーレッド・巽マトイ役の最終オーディションに残った経歴を持つ。その後は、スーパー戦隊シリーズ関連のトークイベントにもよく出演している。

## 出演

### テレビドラマ

#### スーツアクターとして
- 超力戦隊オーレンジャー（1995年 - 1996年、テレビ朝日） - オーグリーン[3]
- 激走戦隊カーレンジャー（1996年 - 1997年、テレビ朝日）
- ビーロボカブタック（1997年 - 1998年、テレビ朝日） - シャークラースーパーモード[4]、トンデモジョーズ[4]

#### 顔出し俳優として
- お助け同心が行く! 第1話（1993年、テレビ東京）
- 救急戦隊ゴーゴーファイブ 第38話（1999年、テレビ朝日） - 北條清志 役
- 仮面ライダーシリーズ（テレビ朝日）
  - 仮面ライダークウガ（2000年） - 幕張署刑事 役
  - 仮面ライダー鎧武 第21話 （2014年） - 犯人 役
  - 仮面ライダービルド 第12.20話 （2017年）
- HOTELスペシャル2001秋（2001年、TBS） - ヒットマン 役
- 三匹が斬る! 第3話（2002年、テレビ朝日） - 兎吉 役
- 新・愛の嵐 第21話（2002年、東海テレビ） - 山下繁之 役
- ドールハウス 第10話（2004年、TBS） - 警官 役
- 愛のソレア 第8・9話（2004年、東海テレビ） - チンピラ 役
- ケータイ刑事 銭形零 第8話（2004年、BS-i） - 羽足カンゾウ 役
- 温泉へ行こう5 第10話（2004年、TBS） - チンピラ 役
- はぐれ刑事純情派ファイナル（2005年、テレビ朝日） - 田島浩治 役
- 土曜ワイド劇場 交渉人（2005年、テレビ朝日） - SAT 役
- Parsely（2007年、KBS京都） - 貫太 役
- 木曜時代劇 陽炎の辻（2007年、NHK） - 入来為八郎 役
- 大河ドラマ 篤姫 第29話 - （2008年、NHK） - レギュラー・奈良原喜八郎 役
- 木曜時代劇 鞍馬天狗 第7話（2008年、NHK） - 原木十蔵 役
- 逃亡者 おりんスペシャル 紅蓮の巻（2008年、テレビ東京） - 黒夜叉 役
- 土曜ワイド劇場特別企画「終着駅の牛尾刑事vs事件記者・冴子 “致死海流”」（2008年、テレビ朝日）
- 特命係長 只野仁 第36話（2009年、テレビ朝日）
- 浪花の華〜緒方洪庵事件帳〜第6話（2009年、NHK）
- 坂の上の雲（2009年 - 2011年） - 種田錠太郎 役
- 臨場 続章 第10 - 11話 「最終章・渾身」（2010年、テレビ朝日） - 皆川修二 役
- 土曜時代劇 まっつぐ〜鎌倉河岸捕物控〜 第7 - 8話（2010年、NHK） - 平岩宣十郎 役
- 新・警視庁捜査一課9係 season2 最終話（2010年、テレビ朝日）
- BS時代劇 新選組血風録（2011年、NHK） - 原田左之助 役
- 海賊戦隊ゴーカイジャー 第27話（2011年、テレビ朝日） - 新堀宝石店社長 役
- 大河ドラマ 八重の桜 - （2013年、NHK） - 日向内記 役
- MOZU Season1〜百舌の叫ぶ夜 第1話（2014年、TBS） - SWAT隊隊長 役
- プレミアムドラマ プラトニック 第5話（2014年、NHK BSプレミアム） - 橋詰五郎 役
- 木曜時代劇 吉原裏同心 第1話（2014年、NHK） - 浪人 役
- ドラマW MOZU Season2〜幻の翼〜 第5話（2014年、WOWOW） - 隊長 役
- 土曜ワイド劇場 ショカツの女9（2014年、朝日放送） - 黒田尚 役
- ワイルド・ヒーローズ 第5.6.7話 （2015年、日本テレビ） - 木崎勝 役
- 土曜ドラマ みをつくし料理帖スペシャル （2019年、NHK） - 男衆 役
- 特集ドラマ　マンゴーの樹の下で～ルソン島、戦火の約束～ （2019年、NHK） - 日本兵　役/殺陣師として
- 今ここにある危機とぼくの好感度について（2021年、NHK） /殺陣師として
- 大富豪同心 第2シリーズ （2021年、NHK BS時代劇） - 　柳井伝十郎 役
- 空白を満たしなさい（2022年、NHK） /殺陣師として
- 相棒 season21 第12話「他人連れ」（2023年、テレビ朝日） - 島津 役
- 失踪人捜索班 消えた真実 第4話（2025年5月2日、テレビ東京） - 折田 役[5]

### 映画
- 仮面ライダーシリーズ
  - 劇場版 仮面ライダーアギト PROJECT G4（2001年）
  - 劇場版 仮面ライダー電王&キバ クライマックス刑事（2008年） - 黒木誠也 役
  - 仮面ライダー1号（2016年）
  - 劇場版 仮面ライダーゴースト 100の眼魂とゴースト運命の瞬間（2016年） - 織田信長 役
- 真夜中まで（2001年） - ウエイター 役
- 陰陽師（2001年） - 検非違使 役
- 座頭市（2003年） - やくざ 役
- あずみ2（2005年） - 喜平太兵 役
- 阿修羅城の瞳（2005年） - 鬼御門 役
- 亡国のイージス（2005年） - ダイス 役
- 九転十起の男〜浅野総一郎の青春（2006年） - 渋沢栄一 役
- 赤龍の女（2006年） - 準主演 國本朗役
- トラ・コネ（2008年） - ヨウヘイ 役
- 半次郎（2010年）
- ワイルド7（2011年）
- 武蔵 -むさし-（2019年） - 吉岡伝七郎 役

### 舞台
- 1995年
  - 新歌舞伎座 (大阪)「新歌舞伎座 スーパーヒーローフェスティバル'95」 - オーグリーン 役（公演期間中の数日のみの特別出演）
- 1998年
  - JAC「NOBUNAGA -戦国異聞-」
- 1999年
  - 東京グローブ座 JAC「HIJIKATA -新撰組異聞-」
  - Parco劇場「二代目はクリスチャン 緊急特別バージョン」
- 2000年
  - シアターV赤坂 インパルス「Zipangu」
  - 明石スタジオ 外連 第一回公演「星回流」
  - 紀伊國屋ホール ★☆北区つかこうへい劇団「蒲田行進曲完結編 銀ちゃんが逝く」 - 監督 役
  - 東京グローブ座 JAC Vol.4「TOKYO・2050」 - マリオ役
- 2001年
  - 東京グローブ座 JAE presents スーパーアクションイリュージョン「忍伝 ツルギ」 - 主役/ツルギ役
  - 愛媛県生涯学習センター県民小劇場ホール ラミーM5 第10弾「信 －まこと－（つぐない編）」 - 白石刑務官 役
  - 東京グローブ座 JAE presents「神風 －Kamikaze－」
- 2002年
  - シアターサンモール ヤルッツェ、ブラッキン「優曇華の花待ち得たる心地。」 - 殺陣師/火車 役
  - 深川江戸資料館 小劇場 外連 第二回公演「狼の月」
  - 滝野川会館 大ホール ★☆北区つかこうへい劇団「熱海殺人事件 〜友よ、いま君は風に吹かれて〜」
  - シアターサンモール JAE presents Vol.7「十二人の怒れる人々」
- 2003年
  - 北とぴあ つつじホール ★☆北区つかこうへい劇団 千円劇場「熱海殺人事件 〜蛍が帰ってくる日〜」
  - 滝野川会館 ★☆北区つかこうへい劇団 千円劇場「熱海殺人事件 〜蛍が帰って来る日〜」
  - 北とぴあ つつじホール ★☆北区つかこうへい劇団 千円劇場「熱海殺人事件 〜平壌から来た女刑事〜」
  - 彩の国さいたま芸術劇場 小ホール「コミックジャック」 - ジン 役
  - 青山劇場 つかこうへいダブルス「飛龍伝」 - 武智書記長 役
- 2005年
  - 池袋サンシャイン劇場 TSミュージカルファンデーション「風を結んで」 - 佐々木誠一郎 役
  - シアターサンモール グワィニャオン 三又忠久プロデュース「おーい！竜馬 〜青春篇〜」 - 岡田以蔵 役
- 2006年
  - 麻布die Pratez 外連・Soul Rynch 合同公演「飛龍伝」 - 桂木純一郎 役
  - 池袋サンシャイン劇場 TSミュージカルファンデーション「AKURO」 - クスコ 役
- 2007年
  - 東京芸術劇場 小ホール2 JAE presents Vol.8「遙かなるエデン」
- 2008年
  - 青山円形劇場 innerchild「（紙の上の）ユグドラシル」
- 2009年
  - 時事通信ホール innerchild vol.16「ククリの空 〜青ゐ鳥〜」
  - シアターiwato 滝組「ちゃんぱら」
  - シアターサンモール JAE presents Vol.9「絆 -KIZUNA-」
- 2010年
  - キンケロシアター 劇団CORNFLAKES 第7回公演「青面獣楊志」 - 主役・楊志 役
  - ステラボール JAE presents「白鎧亜 －HAKAUGAIA－」
  - Space107 JAE presents Vol.10「残侠」 - 主役・橘龍二 役
- 2011年
  - 萬劇場 JAE presents Vol.11「Wipe Out －破壊－」 - 夜叉丸 役
  - 前進座劇場 「念友・本能寺〜鬼を愛してしまった男〜」 - 柴田勝家 役
- 2014年
  - EXシアター六本木もっと深く歴史を知りたくなるシリーズ 「マルガリータ〜戦国の天使たち」 - 殺陣師/大村彦右衛門 役
  - 八幡山ワーサルシアター 第12回JAEプロデュース公演 「熱海殺人事件」 - 大山金太郎 役
- 2015年
  - EXシアター六本木 もっと深く歴史を知りたくなるシリーズ 「幻の城 〜戦国の美しき狂気〜 」 - 服部半蔵 役/殺陣師
  - 八幡山ワーサルシアター 第13回JAEプロデュース公演「Family Ties」
- 2016年
  - スペースゼロASK プロデュース「WORLD」 - 張 勇冠（チャンヨンカン）役
  - EXシアター六本木 もっと深く歴史を知りたくなるシリーズ「剣豪将軍 義輝」 前編 - 剣精 役/殺陣師
- 2017年
  - EXシアター六本木 もっと深く歴史を知りたくなるシリーズ 「剣豪将軍 義輝」後編 - 磯良 役/殺陣師
  - EXシアター六本木 もっと深く歴史を知りたくなるシリーズ 「桃山ビート・トライブ」 - 吉岡主膳役/殺陣師
- 2018年
  - CBGKシブゲキ!! 劇団アニメ座ハイブリッド「～舞台俳優は伊達じゃない！」～ ※殺陣師として
  - EXシアター六本木 もっと深く歴史を知りたくなるシリーズ 「ジョン万次郎」 斎藤斉彬他/殺陣師
  - EXシアター六本木 「舞台 暁のヨナ～緋色の宿命編～」 ※殺陣師として
- 2019年
  - EXシアター六本木 スーパー・エキセントリック・ガールズvol.2『巫女ガール』※殺陣師として
  - CBGKシブゲキ!! 劇団アニメ座ハイブリッド 「〜めぐりあい・舞台〜」※殺陣師として
  - EXシアター六本木 「イケメンヴァンパイア」※殺陣師として
  - EXシアター六本木 もっと深く歴史を知りたくなるシリーズ「桃山ビート・トライブ～再び、傾かん～」 - 吉岡主膳役/殺陣師として
  - シアターグリーン BIG TREE Theater  「星のバッキャロー」（9月19日〜24日） 臼井宗吉 役
  - EXシアター六本木 「舞台 暁のヨナ～烽火の祈り編～」 スジン役/殺陣師
- 2020年
  - 「家庭教師ヒットマンREBORN! the STAGE -vs VARIA part II-」 - ボンゴレ9代目 役/殺陣師として
    - 1月6日 - 13日、天王洲 銀河劇場
    - 1月17日 - 19日、梅田芸術劇場 シアター・ドラマシティ

  - ヒューリックホール東京「音楽劇「黒と白 -purgatorium-」」日本青年館 航海士 役/殺陣師として
  - シアターグリーン BIGTREE Theater  askプロデュース「暁のバッキャロー」（3月25日〜30日） 臼井宗吉 役
- 2021年
  - 中野ZEROホール  askプロデュース　WORLD～Change The Sky～　爪生蒼介役
  - 家庭教師ヒットマンREBORN! the STAGE -episode of FUTURE-＜前編＞　殺陣師として
  - 家庭教師ヒットマンREBORN! the STAGE -episode of FUTURE-＜後編＞　殺陣師として
- 2022年
  - シアターグリーン BIGTREE Theater  askプロデュース「草のバッキャロー」 白神　義成役
- 2023年
  - 自由劇場  「トムラウシ」 裁判官役
  - シアターグリーン BIGTREE Theater  askプロデュース「陽のバッキャロー」 白神　義成役
- 2024年
  - こくみん共済coopホール/スペース・ゼロ「COLOR CROW -黄靱之翼-」[6]

### イベント
- 2004年
  - 三鷹市芸術文化センター 星のホール フロントフィールズ『ポエティック祭り 〜04'ファイナル〜』「Just after the Rain」
- 2009年
  - シアターGロッソ JAE presents「俺たち参上!!」 - サプライズゲスト
- 2010年
  - C.C.Lemon ホール JAE presents「俺たち参上!! VS ?!!」
  - サンリオピューロランド「JAE SEED Christmas Party in Puroland」
- 2011年
  - なかのZERO 小ホール JAE NAKED LIVE「がんばろう 日本！」
  - サンリオピューロランド「JAE SEED HORROR SHOW in Puroland」
- 2016年
  - 新宿文化センター JAE "春"プレミアムイベント 〜Jump Up!〜

### ショートムービー
- JAEオリジナル ショートムービー「華麗なる追跡 TARGET-標的-」（2015年）吾妻 役

### CM
- オートバックス（2002年）メイン
- ダスキン（200?年）

### PV
- mihimaruGT × SOFFet「泣き夏」「スキナツ」